# Puelche orensanzi
Puelche orensanzi is een vlokreeftensoort uit de familie van de Phoxocephalopsidae. De wetenschappelijke naam van de soort is voor het eerst geldig gepubliceerd in 1982 door Barnard & Clark.